# A Nagy Lépés
A Nagy Lépés (angolul Giant Steps) egy művészeti projekt, amely egy hatalmas lábnyom formájú, nagyszabású installációból és egy kulturális akcióból áll. A projekt 5 felállítást hajtott végre 4 különböző országban: Ausztráliában, Magyarországon, Brazíliában és Oroszországban, a helyi kultúra és környezet témáira koncentrálva. A projekt szerzője Viliam Mauritz svájci-magyar festő és szobrász.

## Koncepció
A projekt egy lábnyom, egy erős és általánosan felismerhető szimbólum képével ösztönzi a nézőt, hogy elgondolkodjon mindennapi tevékenységünk lenyomatán. A projekt célja, hogy „járja a világot”, rávilágítson a helyi közösségek kulturális és ökológiai környezetére. A lábnyom azt a lenyomatot képviseli, amelyet tetteink hagynak a bolygón és az emberek elméjében. Ahogy a résztvevők végigsétálnak a száz méter hosszú installáción, nem látják a formát, amit az alkotás ölt - ami rávilágít arra, hogy el kell távolodnunk annak érdekében, hogy lássuk tetteink lenyomatát.
Az installáció mindig a rendezvény területén honos természetes anyagokból készül.

## Projektek

### 1. lépés. Ausztrália(Brisbane). 2015.

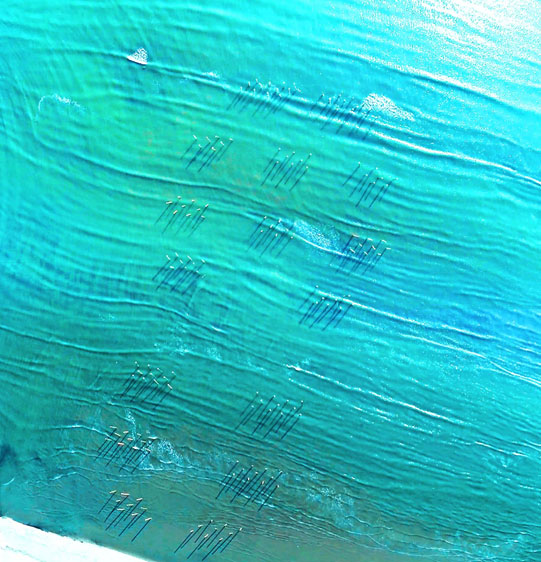
Légi felvétel az installációról dagály idején

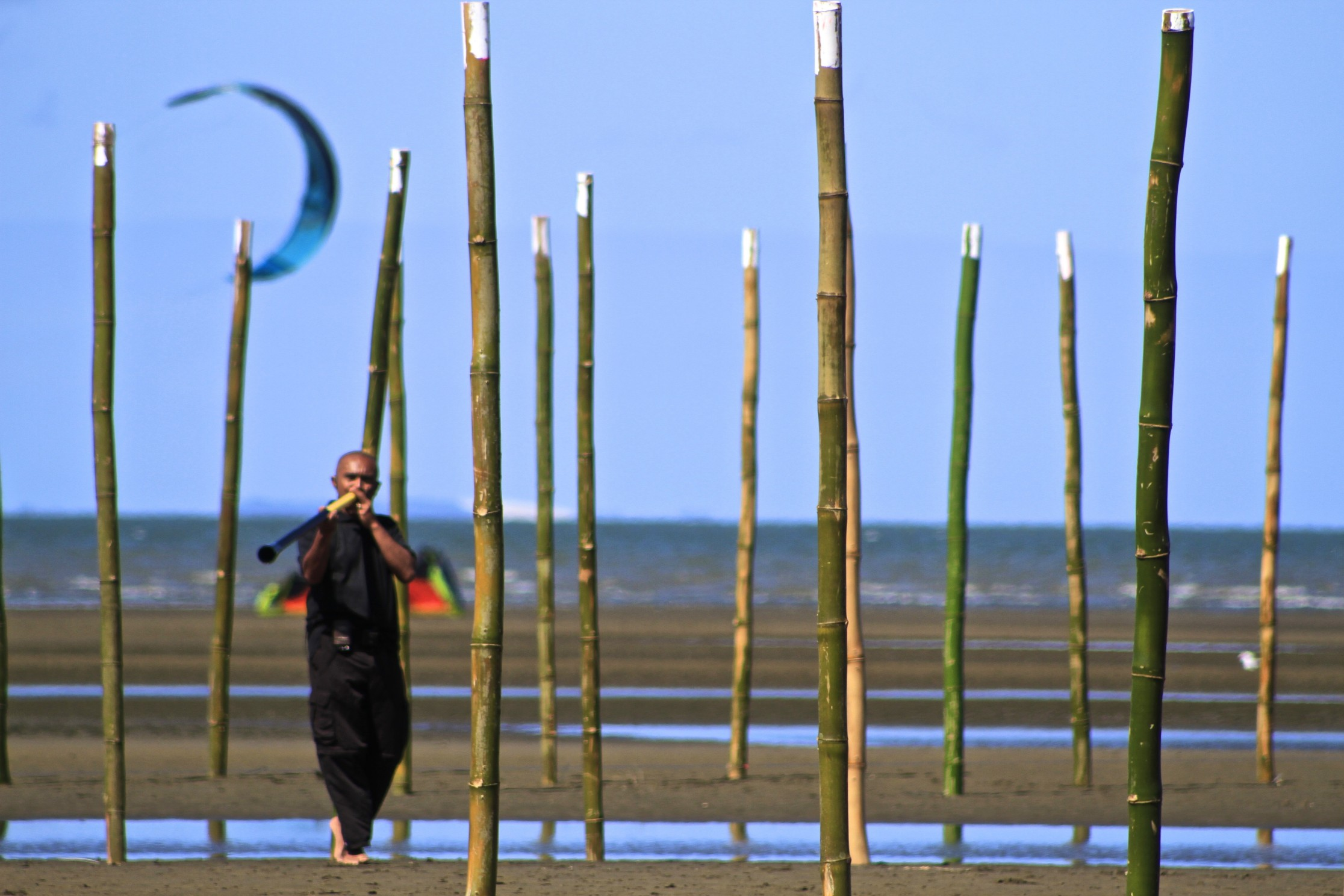
Didzseridu-szólójáték a Nagy lépés-installáción Ausztráliában

2015-ben Viliam Mauritz közösségi finanszírozási kampányt indított az Indiegogo oldalon, hogy megvalósítsa az első Nagy lépést. A kampány 1151 eurót nyert el. Végül a projektet a Music By The Sea hozta létre Jared Cassidy (Deagon Ward tanácsosa) és sok helyi önkéntes támogatásával. Loretta Henry (az Elysium Színház művészeti vezetője és írója, a projekt menedzsere volt Ausztráliában. A projekt 2015. október 10-11-én került megrendezésre az ausztráliai Brisbane-i Sandgate előváros tengerpartján.
Az installáció 152 helyi kezeletlen bambuszoszlopból készült, amelyeket apálykor a parton helyeztek el. Az ausztráliai Első Népek zenésze, Tjupurru didzseridún játszott, miközben átsétált a telepítésen. A közönség úgy sétálhatott a bambuszrudak között, hogy bármilyen fogalma lett volna magáról a formáról.

### 2. lépés. Magyarország(Kaposmérő). 2017.

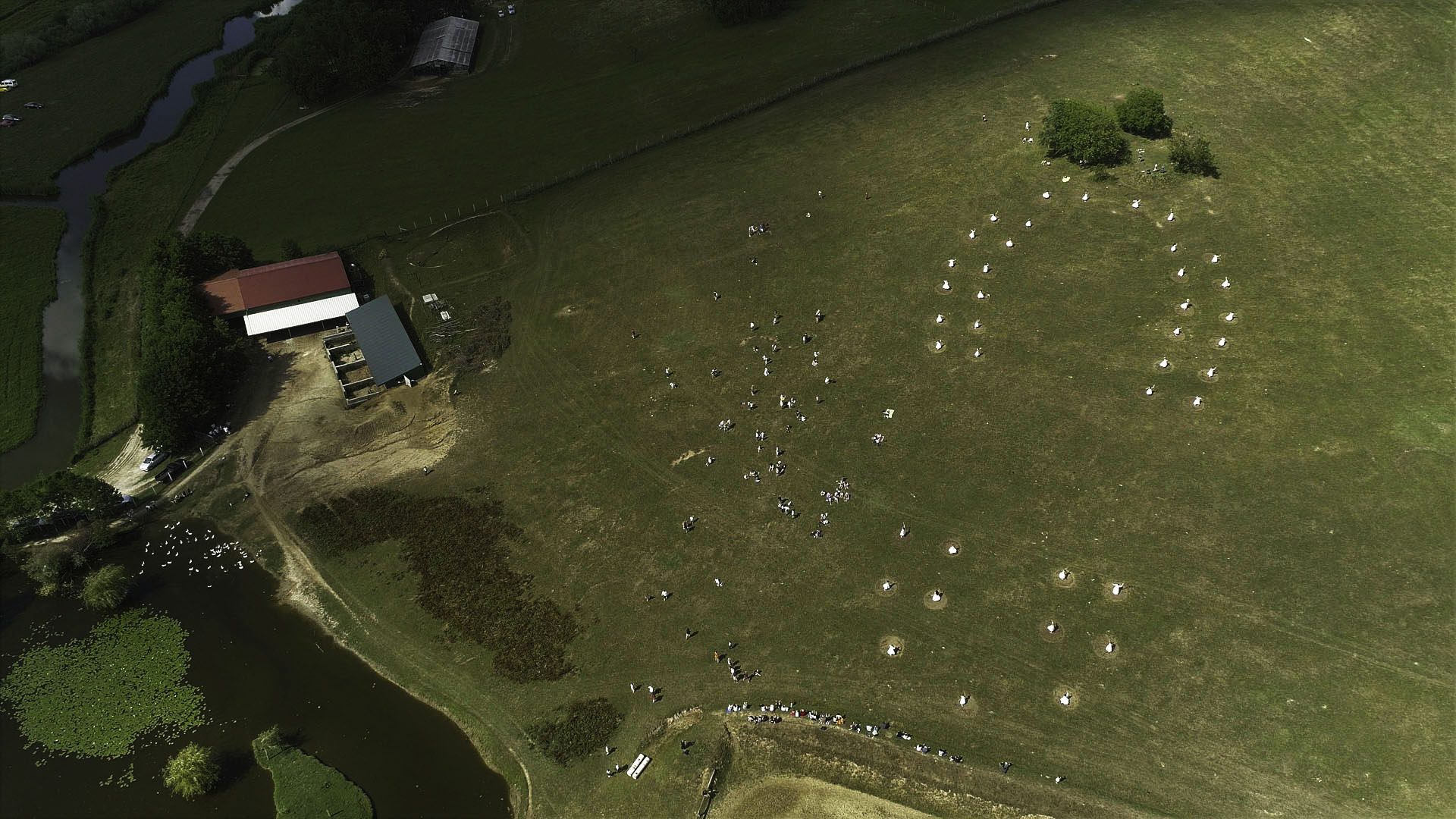
Nagy lépés-installáció Kaposmérőben

A második „Lépés” 2017 júniusában valósult meg a Kassai völgyben – Kaposmérőben, Magyarországon, ahol a lovasíjászat ősi magyar hagyományának mély gyökere van a helyi közösségi kultúrában. A telepítés a többszörös lovasíjász világbajnok Kassai Lajos birtokán történt. A projektet Szombathelyi Tibor magyar vidéki életmód-guru irányította,valamint a korábbi szervezők és helyi önkéntesek támogatták.
Az installáció a pályán kaszált 39 körből állt, és minden körben egy fehér ruhás nő forgott körbe. Ezt az installációt hagyományos magyar zene és tánc, kézműves vásár és lovasíjász gyakorlatok kísérték Kassai Lajos mester vezetésével. Több száz ember táborozott a völgyben, hogy meglátogassa a Nagy lépés-rendezvényt.

### 3. lépés. Brazília(Raposa Serra do Sol).2017.

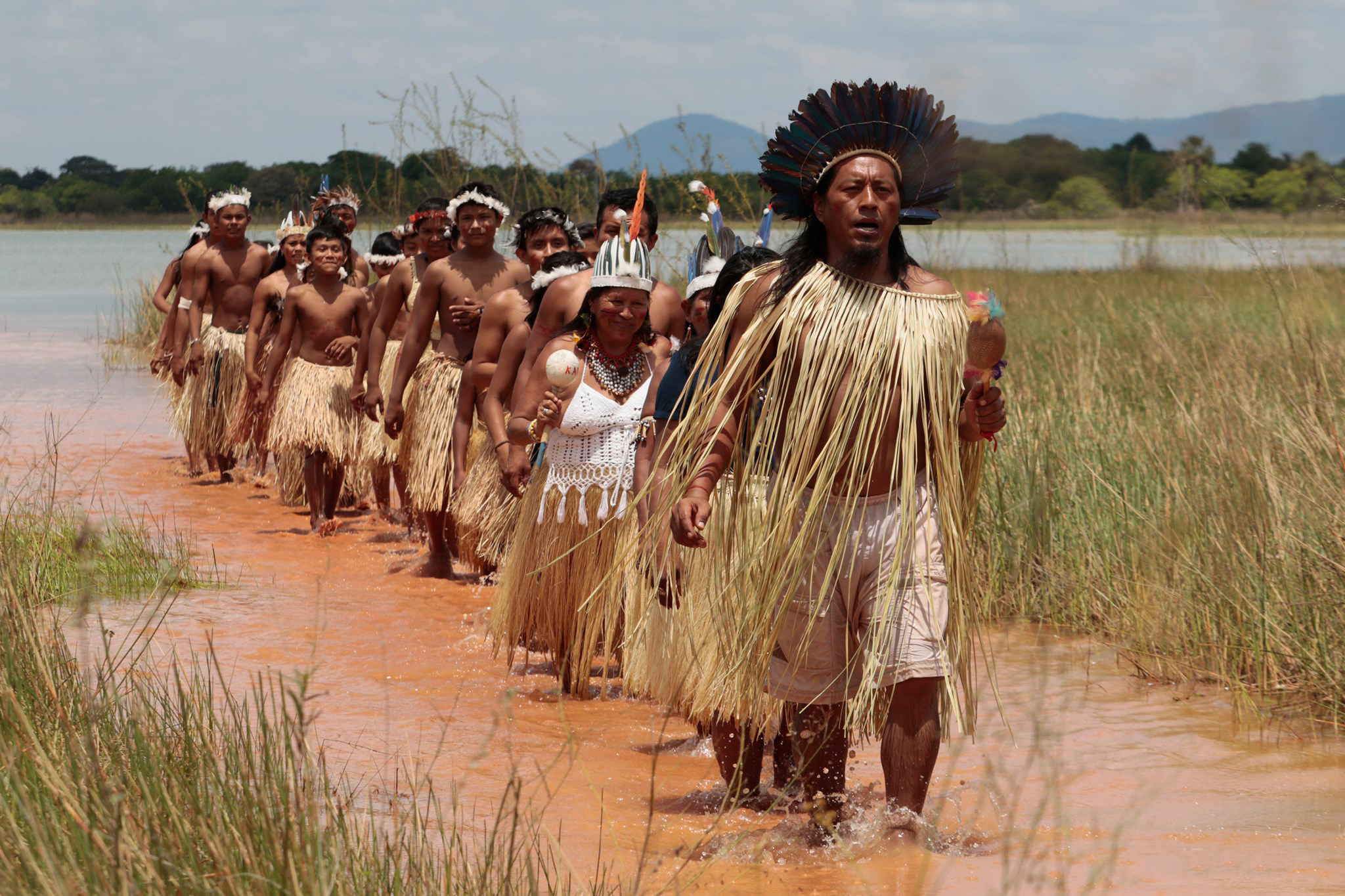
Jiader Esbell Macuxi rituálét ad elő

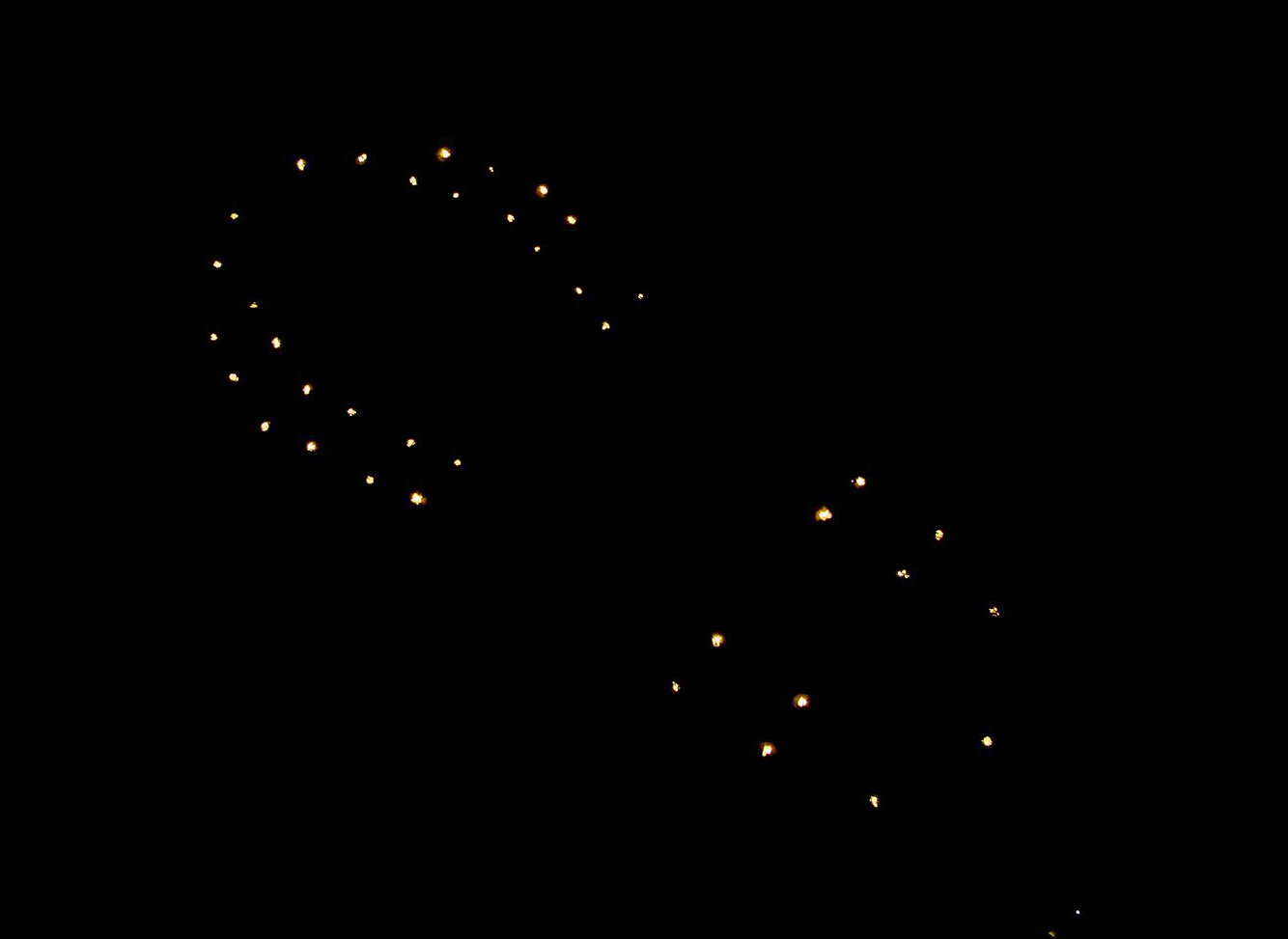
Macuxi-máglyákból készült Nagy lépés-installáció

2017-ben egy bennszülött brazil művész és aktivista, Jaider Esbell felvette Viliam Mauritzcal a kapcsolatot és felkérte őt, hogy vigye el a Nagy lépés-projektet a brazíliai Raposa közösségébe, hogy megmutassa az őslakos macuxi nép kultúrájuk túlélése érdekében vívott harcának lenyomatát. A Macuxi közösség mély spirituális kapcsolatot talált a projekttel, mivel összefüggésben van az utóbbi kultúrájával.
|  | „Mitológiájukban egy Makunaima nevű óriás az, aki felszabadítja őket. A projektem egy hatalmas lábnyomot ábrázol, amelyet mintha egy óriás hagyott volna... Ezért fogadtak el, és győződtek meg arról, hogy azért jöttem, hogy segítsek nekik. Elmagyaráztam, hogy ezt nem tudom megtenni, de örülnék, ha a világ tudomást szerezne róluk.” |
|  | – Viliam Mauritz egy, a Životnak adott interjúban (Szlovákia) |

Jaider Esbell a brazíliai Amazóniában töltötte be a projektmenedzseri állást, és a Music By The Sea-vel, Elysium Theatre-rel közösen, valamint Nina Vincent antropológussal és fordítóval együtt megvalósították a projektet Raposa Serra do Solban, Roraimában, a macuxi nép szülőföldjén.
A "lábnyom" 39 Macuxi-máglyából készült, és Macuxi rituálék, táncok, agyagrajzolás és lovaglás kísérték.

### 4. lépés. Oroszország(Ovstug).2019.

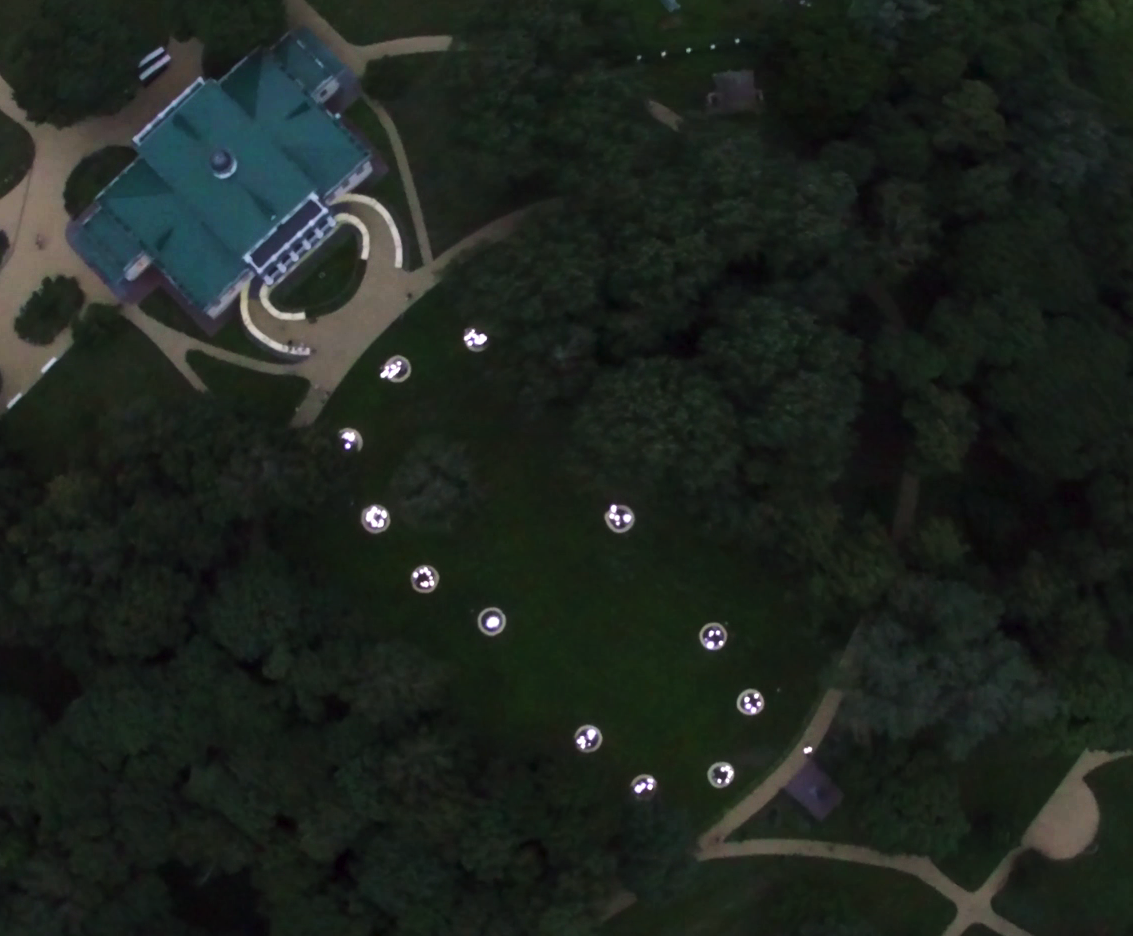
Nagy lépés-installáció Tyutcsev ovstugi kastélya előtt

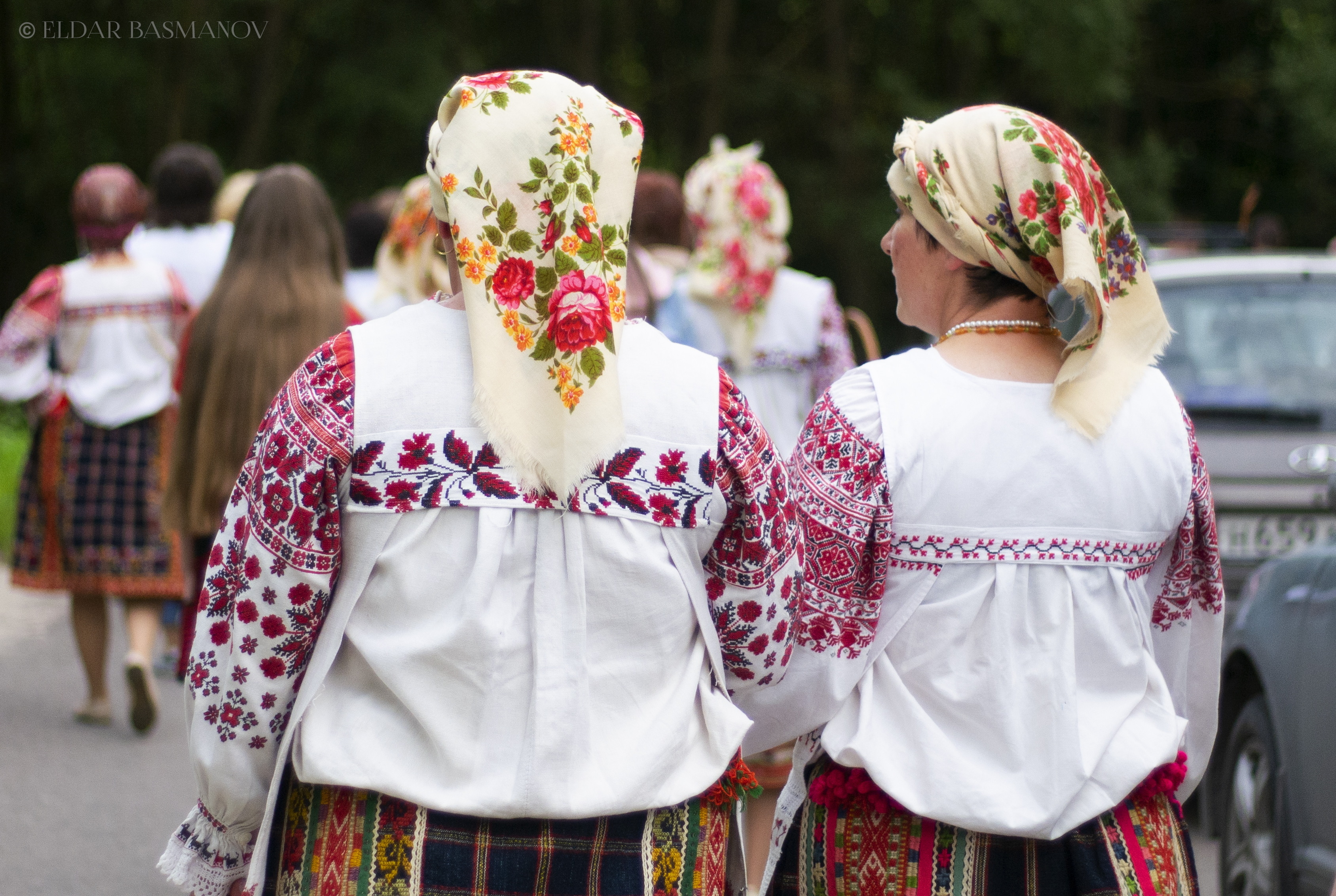
Hagyományos orosz ruházatú nők az ovstugi Nagy lépés-fesztiválon

A 4. lépést egy híres XIX. századi orosz költőnek, Fjodor Tyutcsevnek és a világkultúrában betöltött lenyomatának szentelték. A projekt a brjanszki régióban, Ovstugban található F. Tyutcsev Állami Emlékmúzeumával együttműködésben valósult meg. A Brjanszki Állami Egyetem korábbi professzora, Elena Burdina itt a projektmenedzseri pozíciót töltötte be.
Az ovstugi projekt multikulturális fesztivállá alakult, mivel a korábbi Lépések menedzserei, Loretta Henry (Elysium Színház) és Mauritz Zoli (Music By the Sea) Ausztráliából, valamint Jaider Esbell Braziliából vettek részt a fesztiválon.
A fesztiválon verses és zenei előadások, kalligráfiai és társastánc-foglalkozások, kézműves foglalkozások, hagyományos népi orosz játékok, előadások, művészeti kiállítások és tárlatvezetések zajlottak a Tyutcsev-múzeumban. Tyutcsev egyik leghíresebb verse, a „Silentium” a projekt 5 nyelvén (francia, angol, magyar, portugál és orosz) hangzott el.
Az installáció 14 körből állt, amelyeket parázsló fűrészporral alakítottak ki a Tyutcsev udvarháza előtti területen, és mindegyik körben egy önkéntes olvasta Tyutcsev verseit.

## Fejlesztés alatt álló projektek

### Brazília(Caatinga)

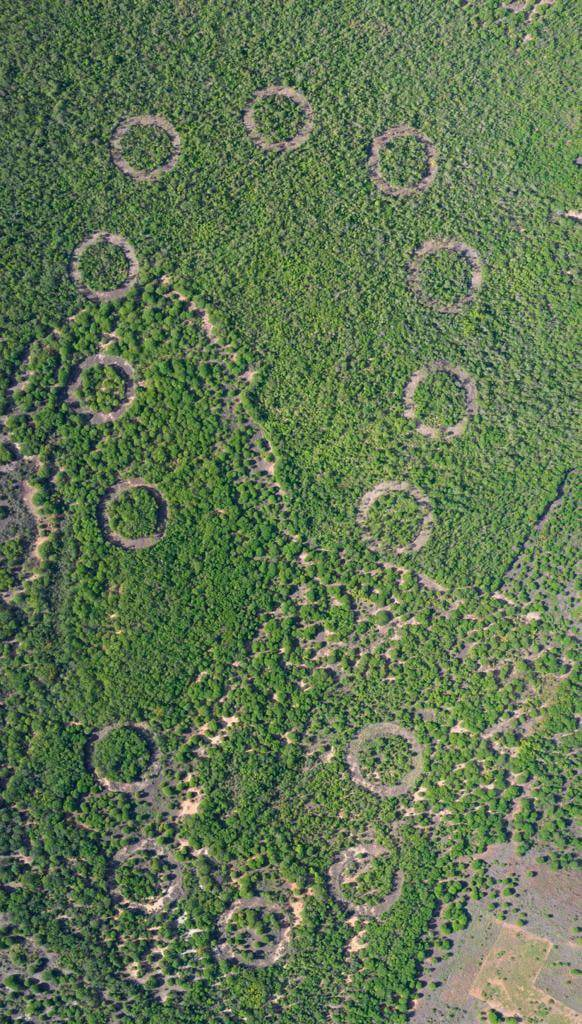
Az installáció 14 köre tele lesz töltve növényekkel, cserjékkel és fákkal

A 2017-es raposai Nagy lépés-projekt során egy brazil újságíró, Alvaro Severo felkereste Viliam Mauritzot azzal a javaslattal, hogy a Nagy lépést vigye el előbbi otthonába, Caatingába, egy egyedülálló életközösségbe, amely az erdőirtás miatt fokozatosan elsivatagosodik. Egy több, mint egy kilométer hosszú lábnyom létrehozását javasolta, amelyet a helyi közösség később növényekkel, cserjékkel és fákkal népesíthet be azzal a céllal, hogy Caatingában agroerdőt hozzon létre.
2020-ban Viliam Mauritz közösségi finanszírozási kampányt nyitott az Indiegogo oldalon, hogy megfinanszírozza a caatingai 5. lépést.
2022 novemberére Alvaro csapata befejezte az óriási lábnyomot alkotó 14 kört. Alvaro jelenleg a Pernambuco Szövetségi Vidéki Egyetem kutatóival együttműködve dolgozik azon, hogy betelepíthesse a köröket növényzettel.

### Oroszország(Pleisztocén Park, Szibéria)
2020-ban Viliam Mauritz Nikitával és Szergej Zimovval, az oroszországi szibériai Pleisztocén Park igazgatójával együtt kezdett el dolgozni annak a „gigantikus lábnyomnak” szentelt installáción, amelyet a pleisztocén park hagy maga után az örök fagy megőrzése és a globális felmelegedés megállítása érdekében.
A Pleisztocén Parkba szánt installációt a „The Arctic Circle Walk” (Sarkköri Séta) elnevezésű nagyobb kezdeményezés részeként tervezik, amely egy Nagy lépés-installációt jelentene a sarkkör minden országában, amely felhívná a figyelmet a permafroszt olvadásának problémájára Szibériában, Alaszkában, Kanadában, Grönlandon, Izlandon, Norvégiában, Svédországban és Finnországban.

## Fordítás
Ez a szócikk részben vagy egészben  a   The Giant Steps című angol Wikipédia-szócikk ezen változatának fordításán alapul.  Az eredeti cikk szerkesztőit annak laptörténete sorolja fel. Ez a jelzés csupán a megfogalmazás eredetét és a szerzői jogokat jelzi, nem szolgál a cikkben szereplő információk forrásmegjelöléseként.